# 南部省 (新喀里多尼亚)
南部省（法語：Province Sud）是新喀里多尼亚的三个省之一。它的辖区囊括新喀里多尼亚岛的南半部。
省政府所在地是努美阿。